# Якубов, Ахад Алекперович
Ахад Алекперович Яку́бов (азерб. Əhəd Ələkbər oğlu Yaqubov; 18 апреля [1 мая] 1908, Баку — 27 февраля 1979) — советский учёный-геолог, исследователь грязевых вулканов Азербайджана. Доктор геолого-минералогических наук, профессор. Академик АН Азербайджанской ССР.

## Биография
Ахад Якубов родился 1 мая 1908 года в Баку.
В 1934 году окончил горно-промысловый факультет Азербайджанского политехнического института по специальности инженер-геолог.
В 1934 году А. Ягубов начал работать в азербайджанском филиале Академии наук СССР.
С 1937 по 1941 год был заместителем председателя Президиума филиала. Исследовал стратиграфию, тектонику, нефтегазоносность областей развития грязевых вулканов, проводил исследования в области геохимической характеристики слойных вод нефти, газа. В 1941 г. А. А. Якубов представляет на Учёный совет Института горючих ископаемых АН СССР книгу «Грязевые вулканы западной части Абшеронского полуострова и их связь с нефтеносностью» в качестве кандидатской диссертации. После защиты Учёный совет под председательством академика Н. Д. Зелинского единогласно принимает решение о присуждении ему учёной степени доктора геолого-минералогических наук.
В 1941—1942 годах работал секретарем ЦК КП Азербайджана по нефтяной промышленности, являлся членом президиума АзНТО нефтяников.

## Семья
Трое детей — дочь Таира Ахад кызы Якубова — органист, профессор Бакинской музыкальной академии и два сына.
По воспоминаниям дочери, Ахад Алекперович Якубов передал 200 тысяч рублей из Сталинской премии на строительство танковой колонны «За передовую науку».
Характеризуя отца, Таира Якубова сказала: «Это был человек целеустремленный и гуманный. Надеюсь, что-то хорошее унаследовала у него. Имея трех детей — у меня два брата — он не просто с доверием относился к нам, но и уважал выбор каждого. Это и в самом деле предполагает ответственность».

## Память
В его честь назван вулкан Якубов.

## Награды, премии и почётные звания
- Сталинская премия I степени (10 апреля 1942) — за научный труд «Грязевые вулканы западной части Апшеронского полуострова и их связь с нефтеносностью», опубликованный в 1941 году
- Сталинская премия I степени (1951) — за открытие и освоение морских нефтяных месторождений
- Орден Ленина (6 февраля 1942)
- Орден Октябрьской Революции (1978)
- Орден Трудового Красного Знамени
- 2 ордена «Знак Почёта»
- Медаль «В ознаменование 100-летия со дня рождения Владимира Ильича Ленина»
- Почётный нефтяник СССР